# Mjetjyslaŭ Hryb
Mjetjyslaŭ Ivanavitj Hryb (belarusiska: Мечыслаў Іванавіч Грыб), född 25 september 1938, är en belarusisk politiker. Från 28 januari 1994 till 20 juli 1994 var han Belarus statsöverhuvud (ordförande för högsta sovjet).
[uppföljning saknas]